# 1099 w polityce

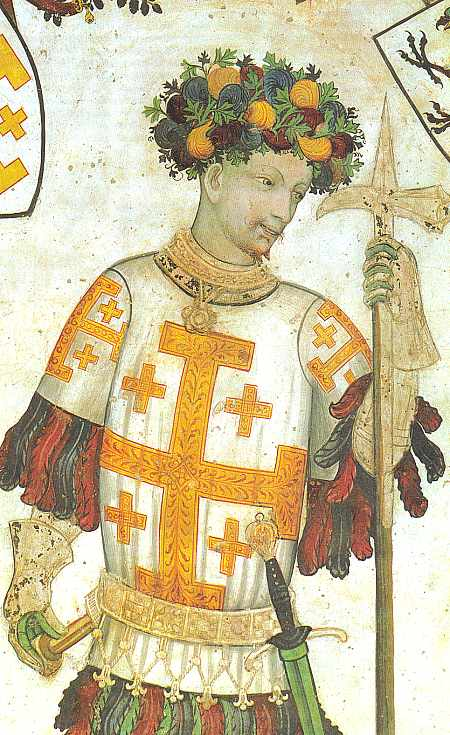
Gotfryd z Bouillon

Wydarzenia polityczne w 1099 roku.

## Wydarzenia
- 15 lipca Zdobycie Jerozolimy przez krzyżowców[1][2]. Gotfryd z Bouillon zostaje wybrany na władcę miasta[3].
- Rainierus zostaje papieżem[4].

## Zmarli
- 29 lipca Urban II, papież[5].
- Donald III, król Szkocji[6].